# AarBus
AarBus (tidligere: Busselskabet Aarhus Sporveje) er et dansk busselskab som kører bybusser i Aarhus. Selskabet fungerer som en selvstændig del af det regionale trafikselskab Midttrafik, hvor det har vundet kontrakt om bysbuskørslen i Aarhus.
Selskabet har 664 ansatte, heraf 578 buschauffører (2024), og en omsætning på ca. 480 millioner kroner (2021).

## Historie

### Aarhus Elektriske Sporvej
Aarhus Elektriske Sporvej (AES) blev oprettet i 1903 som et privat aktieselskab og fik en 25-årig koncessionsaftale med kommunen om sporvogndrift. 
Selskabet begyndte driften 7. juli 1904 med enkelt metersporet sporvejslinie mellem Dalgas Avenue og Trøjborgvej. Bortset fra årene under Banegårdspladsens omlægning i 1920'erne blev linjen ikke ændret i selskabets levetid.

### Århus Sporveje
Aarhus Elektriske Sporvej blev overtaget 1. januar 1928 af Århus Kommune, der videreførte den som Århus Sporveje.
Da kommunen overtog selskabet i 1928 var der 46 personer ansat. I 1940 havde selskabet 225 mennesker ansat og rådede over et materiel bestående af 23 sporvogne, 22 bivogne og 43 busser. Sporvejsdriften blev indstillet 7. november 1971. Inden da havde selskabet dog åbnet flere buslinjer, og endnu flere kom til efter kommunalreformen i 1970, hvor Aarhus Kommune voksede betydeligt.

### Opsplitning
Aarhus Sporveje blev fra den 1. januar 2005 delt op i Trafikselskabet Århus Sporveje (administration og planlægning) og Busselskabet Århus Sporveje (operatørselskab der udfører kørsel). Trafikselskabet fusionerede fra 1. januar 2007 med de øvrige kommuners trafikselskaber i Region Midt til Midttrafik som en del af strukturreformen. Busselskabet Århus Sporveje var indtil da kommunalejet, og blev en selvstændig driftsfunktion i Midttrafik. Busselskabet varetager al bybuskørsel i Aarhus Kommune. Kørslen blev fordelt på tre kontrakter med Midttrafik, to vundne kontrakter fra hhv. 2008 og 2011 samt en kontrakt på den kørsel, der endnu ikke har været udbudt. Busselskabet har vundet kørslen i direkte konkurrence med øvrige aktører på markedet.
I november 2007 udsendte Midttrafik udbudsmaterialet til sit 3. udbud, der omfatter cirka en femtedel af bybuskørslen i Århus Kommune, og i april 2008 vandt Busselskabet Aarhus Sporveje dette første udbud af buskørslen i Aarhus. Det var linjerne 4, 6, 7, 8, 16, 24, dele af kørslen på linje 91 samt en fjerdedel af natbuskørslen med 33 busser, 3 dubleringsbusser og 124.031 årlige køreplantimer der var i udbud. Selskabet var vurderet som det bedste og billigste, dog kun 2 kr. pr. køreplantime billigere end den næstbilligste byder, City-Trafik.
I oktober 2011 vandt Busselskabet Aarhus Sporveje det andet udbud af buskørslen i Aarhus.
Busselskabet Aarhus Sporveje skiftede i 2021 navn til AarBus, fordi flere folk i Aarhus kunne forveksle selskabet Aarhus sporveje med Aarhus Letbane. Aarhus Sporveje var et levn fra de gamle sporvogne, der kørte rundt i Aarhus gader, hvorimod Aarhus Letbane er en nyudviklet bybane, der i praksis fungerer lidt på samme måde som de københavnske S-tog.
I en pressemeddelelse fra 29. Juni 2023 annonceredes det at endnu en investering i elbusser er blevet gjort og hele 56 nye busser er på vej til de 3 busanlæg i Aarhus.

## Busser
Volvo B10MA-55/Säffle årg. 1994 var Volvos første levering af ledbusser til Århus Sporveje, hvilket skyldes at ordren var blevet sendt i licitation og Volvo var lidt billigere end den traditionelle DAB.
Volvo B12M årg. 2003 er Århus Sporvejes højgulvsbusser med lav éntre i bagenden. De er 13,7 meter lang og som Volvo B10M, bygget i Aabenraa. Busserne har to baghjulsaksler, som også har mulighed for at dreje, som hjælper den lange bus i skarpe sving.
Volvo B12M/Säffle årg. 2005 er en nyere udgave af 2003-modellen og der er lavet større ændringer. Blandt andet er bussen 12,7 m lang og busserne har kun en bagaksel, som ikke kan dreje, hvis betydning ikke er så stor da bussen ikke er lige så lang som den forrige årgang.
Solaris Urbino 18 årg. 2006 er de nyeste ledbus og et nyt forsøg på lavgulvsbusser i Aarhus. Busserne blev leveret over 2006 og 2007. Busserne, som er af det polske mærke Solaris, har placeret motoren bagest i bussens venstre side.
Solaris Urbino 12 årg. 2008 er en af Århus Sporvejes nyeste busmodeller og er som Urbino 18 en lavgulvsbus, dog i kortere udgave på 12 meter.
MAN Lion's City A26 NL363 årg. 2009 er Århus Sporvejes nyere busmodel og er som Solaris Urbino en lavgulvbus. Bussen er 13,7 m lang og har i modsætning til de seneste busindkøb fremadrettede passagersæder i 2×2 rækker, da dette har været et af kritikpunkterne fra mange passagerer vedr. Solaris Urbino busserne.
Solaris Urbino 15 årg. 2012 er Aarhus Sporvejes nyeste bustype, og er som MAN-busserne en lavgulvsbus med 2×2 rækker sæder. Bussen er 14,56 m lang, og var de første busser i denne størrelse, der blev indsat som bybusser i Danmark.

## Busanlæg
Busselskabet AarBus har på nuværende tidspunkt tre garageanlæg, Hasselager i Syd, Munkevejen i Vest og Stokagervej i Nord.

### Garage Nord
Garage Nord ligger på Stokagervej, tæt på Lystrupvej, og er et omdannet køreanlæg hvor der er bygget nyt værksted og vaskeanlæg. De oprindelige bygninger blev indrettet til personalefaciliteter og anlægget blev taget i brug i november 2008.

### Garage Syd
Garage Syd ligger på Jegstrupvej i Hasselager, en forstad til Aarhus.
Garageanlægget blev opført i 1980-1981 da det var tid for Århus Sporveje at udvide. Anlægget består af en garagebygning, en værksteds- og klargøringshal. Bygningerne blev tegnet af ingeniørerne Rambøll & Hannemann A/S.
Busselskabet Aarhus Sporveje planlægger at ændre anlægget til en samlet administration.

### Garage Vest
Et nyt busanlæg er ligeledes opført af Aarhus Kommune på Munkevejen i Tilst, og dette er taget i brug i 2010.
Hele anlægget er udliciteret i 2011, med start i februar 2012. Også denne licitation blev vundet af Aarhus Sporveje.
Herudover samles administrationen i det nuværende garageanlæg i Hasselager.
Fraflytningen af det gamle anlæg på Bryggervej i Aarhus Nord er behandlet i Aarhus Kommune, da det giver en frigivelse af en meget attraktiv adresse, som skal ændres til andet formål.
Det er KPF arkitekter AS der har tegnet de to nye anlæg på Stokagervej og Munkevejen, som til sammen udgør et areal på ca. 2.500 m², hvor der bygges personalefaciliteter, værksted og vaskehal.